# Edwin Kowalski
Edwin Kowalski (ur. 22 lutego 1914 w Berlinie, zm. 3 lutego 1992 w Poznaniu) – polski dyrygent teatralny i operowy oraz kierownik muzyczny.   

## Życiorys
Syn Jana (ur. 1883) i Józefy (ur. 1879). Od 1947 zatrudniony był jako dyrygent w Teatrze Wielkim im. Stanisława Moniuszki w Poznaniu. W swoim repertuarze artystycznym posiadał ponad kilkadziesiąt oper.    
Pochowany został w rodzinnym grobowcu na Cmentarzu parafialnym św. Jana Vianneya w Poznaniu.    

## Życie prywatne
Był żonaty z Heleną z d. Welter (1920–2011).   

## Ordery i odznaczenia
- Krzyż Kawalerski Orderu Odrodzenia Polski (1981)
- Złoty Krzyż Zasługi (22 lipca 1953)[4][5]
- Odznaka Honorowa Miasta Poznania (1963)[4]
- Odznaka za Zasługi dla Województwa Poznańskiego (1980)[4]